# Albert Richard Schade
Albert Richard Schade (Schwabenhof, 20 de novembre de 1876 - ?) fou un director d'orquestra i compositor alemany principalment conegut com a autor de composicions corals i va dirigir diverses societats. Estudià en el Conservatori de Frankfurt i més tard es traslladà als Estats Units, on per espai d'alguns anys es dedicà a l'ensenyança a Nova York, sent posteriorment nomenat organista de l'església del carrer Spokane de Washington DC.